# Фейт (персонаж)
Фейт Лехе́йн (англ. Faith Lehane) — вымышленный персонаж, созданный Джоссом Уэдоном, героиня телесериала «Баффи» и его спин-оффа «Ангел». Исполнительница роли в сериале — Элайза Душку, в анимированном комиксе её озвучила Уитни Томпсон. Фейт была введена в третьем сезоне «Баффи» и была в центре внимания в течение всего сезона.
Фейт — Избранная, призванная истреблять вампиров, демонов и других представителей потусторонних сил. Фейт становится Истребительницей после смерти Кендры в 21-м эпизоде 2-го сезона «Баффи». Первоначально союзница главных героев, из-за происходящих событий Фейт теряет здравомыслие, часто принимает неправильные решения и совершает преступление (случайно убивает человека), которое подталкивает её к присоединению к главному отрицательному герою сезона (мэру Уилкинсу III). Далее сюжет развивается таким образом, что Фейт с помощью Ангела раскаивается за свои прошлые преступления и в конечном итоге возвращается на сторону добра в надежде достичь искупления.
История персонажа продолжается в серии комиксов «Баффи» (сезон восемь), также она появляется в таких произведениях, как другие комиксы и романы по «Баффи». Фейт должна была получить свой спин-офф-телесериал после финала «Баффи», но Элайза Душку отклонила предложение. Фейт — одна из главных персонажей в 25 выпусках комикса, стартовавших 31 августа 2011 года; в основном история происходит в Лондоне и его окрестностях. Через семь лет после создания персонажа Уэдон для ролевой игры и последующих произведений подтвердил, что фамилия Фейт — Лехейн (англ. Lehane). Последний выпуск восьмого сезона «Баффи» был первым источником, официально подтверждающим этот факт.

## Баффи — истребительница вампиров
Фейт была призвана в Истребительницы вампиров после гибели своей предшественницы Кендры от рук вампирессы Друзиллы. Её прошлое очень туманно, но очевидно, что в детстве Фейт была трудным подростком со вздорным характером. Когда её Наблюдательница была жестоко убита вампиром по имени Какистос, испуганная Фейт не сумела противостоять ему и предпочла сбежать из Бостона, движимая чувством вины за гибель наставницы.

### Сезон 3
Персонаж Фейт появляется в 3-м эпизоде 3-го сезона «Баффи», имеющем название «Вера, надежда и обман» (англ. Faith, Hope & Trick). Название этого эпизода связано с тремя новыми персонажами — Фейт, прибывающей в город на замену Кендры, Скоттом Хоупом (англ. Hope) — новым другом Баффи и вампиром по имени мистер Трик.
На протяжении сезона Фейт и Баффи вместе с командой Скуби попадают во множество историй, связанных с непосредственной деятельностью Истребительниц. Поначалу девушку тепло приняли в круг друзей, однако со временем Баффи и её Наблюдатель стали волноваться за Фейт. В отличие от Баффи, просто выполнявшей свою работу, Фейт наслаждалась истреблением, и это возбуждало её. Вскоре девушка стала считать себя лучше других, не обязанной подчиняться чьим-либо законам и правилам. Случайно убив человека, она начала испытывать раскаяние и угрызения совести, но неумелые действия её нового Наблюдателя Уэсли Уиндема-Прайса привели к тому, что Фейт добровольно переметнулась на другую сторону, предложив свои услуги в качестве Истребительницы противнику Баффи.
Партнёрские отношения с мэром Ричардом Уилкинсом III постепенно сблизили его и Фейт. Девушка впервые почувствовала, что нашла человека, который относится к ней с отцовской заботой и общается с ней на равных. Таким образом Фейт превратилась в Истребительницу-ренегатку, которая больше не выполняла приказов Совета Наблюдателей и подчинялась лишь самой себе. Она ранила отравленной стрелой Ангела, что вынудило Баффи вступить в прямое противостояние с Фейт в надежде спасти жизнь вампира. После жестокой схватки Фейт получила ножевое ранение в живот и впала в кому.

### Сезон 4
Спустя 8 месяцев Фейт выходит из комы и обнаруживает, что мир вокруг необратимо изменился. Она жаждет отомстить Баффи за своё поражение. С помощью последнего подарка мэра Уилкинса Фейт удаётся поменяться телами с Баффи. Девушка хочет сбежать из города, но, купив билеты, в ожидании рейса замечает репортаж по телевизору о том, что монстр Адам, сбежавший из «Инициативы», захватил заложников в церкви. Ведомая чувством спасти заложников Фейт в теле Баффи направляется в церковь. Баффи в теле Фейт озабочена тем же. Помимо этого, Уиллоу удаётся починить прибор, поменявший телами Истребительниц. Надев прибор, Баффи возвращает всё на круги своя, а Фейт снова скрывается на грузовике.
| Эпизод    | Название                        | Дата выхода в эфир | Режиссёр      | Сценаристы  |
| --------- | ------------------------------- | ------------------ | ------------- | ----------- |
|           |                                 |                    |               |             |
| 4x15 (71) | Девушка года / This Year’s Girl | 22 февраля 2000    | Майкл Гершман | Даг Петри   |
|           |                                 |                    |               |             |
|           |                                 |                    |               |             |
| 4x16 (72) | Кто ты? / Who Are You?          | 29 февраля 2000    | Джосс Уэдон   | Джосс Уэдон |
|           |                                 |                    |               |             |
|           |                                 |                    |               |             |

### Сезон 7
Фейт появляется в 18-м эпизоде 7-го сезона, имеющем название «Грязные девчонки» (англ. Dirty Girls), и продолжает участвовать в телесериале до его окончания. Со времён 4-го сезона в Фейт многое изменилось, но её прошлое мимолетное увлечение Спайком не прошло. К её изумлению, вампир занят другой Истребительницей.
Вскоре Фейт поддерживает друзей Саммерс в решении выгнать Баффи из дома и занимает центральное место в команде. Но неудачное сражение с Калебом, понёсшее большие потери, заставляет Фейт вернуть первенство Баффи.
В 20-м эпизоде 7-го сезона, имеющем название «Момент нежности» (англ. Touched), Фейт сближается с Робином Вудом, директором средней школы Саннидейл.

## Ангел

### Сезон 1
Фейт появляется в 18-м («Пять на пять»; англ. Five by Five) и 19-м («Убежище»; англ. Sanctuary) эпизодах 1-го сезона «Ангела».
Сбежав от Баффи и правосудия, Фейт направляется в Лос-Анджелес. Принимает заказ от «Вольфрам и Харт» на убийство Ангела. Причинив зло Уэсли и Корделии, она в надежде, что вампир убьет её, прекратив её муки совести, вызывает его гнев. Ангел пытается помочь Фейт. Но тут её настигает лучшая команда Совета Наблюдателей, желающих убить Фейт и полагающих, что ничто и никто не сможет заставить Истребительницу остановиться. Баффи и Ангел самоотверженно спасают Фейт, и это заставляет её добровольно сдаться полиции.

### Сезон 2
Фейт появляется в 1-м эпизоде («Приговор»; англ. Judgement) 2-го сезона «Ангела».
Ангел посещает Фейт в тюрьме, что подтверждает, что девушка намерена искупить свою вину.

### Сезон 4
Фейт появляется в 13-м («Спасение»; англ. Salvage), 14-м («Освобождение»; англ. Release) и 15-м («Орфей»; англ. Orpheus) эпизодах 4-го сезона «Ангела». Это последнее появление Фейт в «Ангеле».
После того, как Корделия освобождает Ангела из клетки, Уэсли обращается за помощью к Фейт. Узнав, что Ангел в беде, Фейт принимает решение сбежать из тюрьмы. Фейт отсидела в тюрьме 2 с половиной года, а получила, по её собственным словам, от 25 лет до пожизненного за убийство второй степени — это означает, что она была осуждена лишь за убийство Алана Финча (помощника мэра Уилкинса), но не за убийство вулканолога из 21-го эпизода 3-го сезона («Окончание школы»; англ. Graduation Day) «Баффи» или нападение на мужчину на автобусной остановке в 18-м эпизоде 1-го сезона «Ангела».
Фейт вкалывает Ангелу и себе наркотик «Орфей», и они оба впадают в кому. Уиллоу удаётся вернуть душу Ангела. Благодаря подбадриваниям Ангела в видениях Фейт приходит в себя и спасает Ангела от Коннора.
Вместе с Уиллоу Фейт возвращается в Саннидейл и принимает участие в финальной битве на стороне Баффи.